# François Migault
François Migault (Le Mans, 4 de dezembro de 1944 — Parigné-l'Évêque, 29 de janeiro de 2012) foi um ex-automobilista francês de Fórmula 1.
Migault faleceu de câncer aos 67 anos.

## Fórmula 1[2]
(legenda)
| Ano  | Equipe                          | Chassis       | Motor       | 1       | 2      | 3      | 4       | 5      | 6       | 7       | 8       | 9       | 10     | 11      | 12  | 13      | 14  | 15  | Pontos | Posição  |
| ---- | ------------------------------- | ------------- | ----------- | ------- | ------ | ------ | ------- | ------ | ------- | ------- | ------- | ------- | ------ | ------- | --- | ------- | --- | --- | ------ | -------- |
| 1972 | Darnvall Connew                 | Connew PC1    | Cosworth V8 | ARG     | RSA    | ESP    | MON     | BEL    | FRA     | GBR DNS | GER     | AUT Ret | ITA    | CAN     | USA |         |     |     | 0      | NC       |
| 1974 | Team Motul BRM                  | BRM P160E     | BRM V12     | ARG Ret | BRA 16 | RSA 15 | ESP Ret | BEL 16 | MON Ret | SWE     |         | FRA 14  | GBR NC | GER DNQ | AUT |         |     |     | 0      | NC (38º) |
| 1974 | Team Motul BRM                  | BRM P201      | BRM V12     |         |        |        |         |        |         |         | NED Ret |         |        |         |     | ITA Ret | CAN | USA | 0      | NC (38º) |
| 1975 | Embassy Racing With Graham Hill | Hill GH1      | Cosworth V8 | ARG     | BRA    | RSA    | ESP NC  | MON    | BEL Ret | SWE     | NED     |         |        |         |     |         |     |     | 0      | NC       |
| 1975 | Frank Williams Racing Cars      | Williams FW03 | Cosworth V8 |         |        |        |         |        |         |         |         | FRA DNS | GBR    | GER     | AUT | ITA     | USA |     | 0      | NC       |